# Friedrich Arthur Uebel
Friedrich Arthur Uebel, (né le 6 août 1888 à Gopplasgrün, aujourd'hui un quartier de Markneukirchen, Saxe et décédé le 31 août 1963 à Markneukirchen), était un facteur allemand d'instruments à vent de la famille des bois. Il est le deuxième fils du fabricant d'instruments à vent Friedrich Gustav Uebel (1855-1915). Le 2 septembre 1936, il ouvre son propre atelier sous le nom de F. Arthur Uebel à Markneukirchen, Saxe, après avoir appris la fabrication de clarinettes avec son père et avoir effectué 1911 un stage chez Oskar Oehler à Berlin, avec qui il a travaillé en étroite collaboration jusqu'à la mort d'Oehler le 1er octobre 1936. Il reprend la clientèle d'Oehler, continue à fabriquer des clarinettes selon le système Oehler et dépose la marque FAU la même année. Bien que l'entreprise se concentre sur la fabrication de clarinettes du système Oehler, elle fabrique également des clarinettes Boehm et Reform Boehm,.
La maison F. Arthur Uebel est considérée comme l'atelier allemand de manufacture de clarinettes le plus important du deuxième tiers du XXe siècle en succession directe d'Oskar Oehler, et a reçu un « diplôme d'honneur » pour les clarinettes et clarinettes basse présentées lors de l'Exposition Internationale des Arts et Techniques dans la Vie Moderne de 1937 à Paris. L'expert le plus important de l'entreprise était l'accordeur Max Schnabel (1893-1979). De nombreux clarinettistes réputés ont joué sur des clarinettes de F. Arthur Uebel. Grâce à sa collaboration avec ces artistes et d'autres, un modèle de clarinette allemande a été créé à Markneukirchen, qui a établi une référence instrumentale pendant des décennies et qui est toujours tenu en haute estime aujourd'hui chez les clarinettistes allemands et autrichiens, le modèle de théâtre 702, une clarinette Oehler originale, équipée en plus de toutes les améliorations mécaniques développées par Uebel et avec des clés forgées à la main et argentées extra fortes. Parmi les principales améliorations mécaniques apportées par Uebel à la clarinette Oehler, on peut citer,, :
1. extension du mécanisme de pavillon pour améliorer le mi grave par une petite clef supplémentaire pour améliorer le fa grave ; cette clef est devenue le standard de toutes les clarinettes professionnelles avec mécanisme de pavillon,
2. mécanisme de fa fourche, un mécanisme qui permet de jouer le fa3 avec une intonation irréprochable en utilisant la même clé de fourche que le si bémol4
3. clé de trille fa#/sol#, un mécanisme de trille pour le si2 vers le do#3 ou du fa#4 vers le sol#4 (à savoir que la clarinette Full-Boehm en est équipée)
4. amélioration de la clé de fourche pour le fa4 par deux clés sur le côté droit à actionner avec le plateau au-dessus du trou central du corps du bas. Cette amélioration est également devenue un standard.
A son apogée, Uebel employait 40 personnes, principalement des hommes, et fabriquait environ 400 clarinettes par an. Les instruments les plus courants étaient le modèle d'étude 520, avec 14 clés et quatre anneaux, mais surtout le modèle 620, plus sophistiqué, avec 19 clés et six anneaux, sans les améliorations mentionnées ci-dessus.
Avec la mort de Friedrich Arthur Uebel en 1963, la période de gloire de cette manufacture s'est terminée autour du numéro de série 17.000 environ. Les instruments soignés datant d'avant la mort d'Uebel sont aujourd'hui encore très recherchés comme instruments d'occasion ou de collection. Le prix le plus élevé est bien sûr celui d'un modèle de théâtre 702 en bon état.
En 2010, la création de la société F. Arthur Uebel GmbH par Jürgen Stölzel de Wiesbaden et la construction d'un nouveau site de production à Markneukirchen, un nouveau départ a été pris pour la fabrication de clarinettes systèmes allemand et français de haute qualité avec le label FAU. Un article spécifique est consacré à ce sujet.